# Paul Mantoux
Pour les articles homonymes, voir Mantoux.
Paul Mantoux, né le 14 avril 1877 à Paris, mort le 13 décembre 1956 à Paris, est un historien de l'économie, notamment de la Révolution industrielle en Grande-Bretagne, officier interprète  (interprète militaire) de Georges Clemenceau à la Conférence de Versailles en 1919 et cofondateur de l'Institut de hautes études internationales de Genève.

## Biographie
Paul Mantoux est le fils d'Adrien Salomon Mantoux et de Esther Berthe Dreyfous. Il épouse en 1911 Babette Mathilde Edmée Dreyfus.
Professeur de civilisation française à l'Université de Londres en 1912, il est mobilisé dans la territoriale puis utilisé comme interprète auprès des régiments britanniques d'Ypres. Appelé ensuite à son cabinet par Albert Thomas, il est envoyé à Londres pour participer aux réunions sur la coordination des armements où il est appelé à travailler avec David Lloyd George. Il est ensuite appelé au Conseil supérieur interallié et participe comme interprète à la préparation du Traité de Versailles.
Il occupe les mêmes fonctions à la SDN qu'il quitte à l'expiration d'un contrat de sept ans et participe à la création par Rockefeller de l'Institut d'Études internationales de Genève.
Il fait partie, en 1934, du Bureau d’Études Sociales que Léon Jouhaux, alors secrétaire de la CGT, a créé sur le modèle du Bureau d’études sociales du Parti ouvrier belge.
Il est le père d'Étienne Mantoux et de Philippe Mantoux.

## Publications
- La Révolution Industrielle au XVIIIe Siècle ; Essai sur les Commencements de la Grande Industrie Moderne en Angleterre, Paris: Société de librairie et d'édition, 1906
- Les délibérations du conseil des quatre 24 mars-28 juin 1919 . notes de l'officier interprète Paul Mantoux., CNRS éditions, 1955.

## Distinctions
- Officier de la Légion d'honneur(1927) [5]
  -  Chevalier de la Légion d'honneur (1917)

## Archives
- Inventaire du fonds d'archives de Paul Mantoux conservé à La contemporaine.